# Gaius Claudius Glaber
Gaius Claudius Glaber (n. secolul al II-lea î.Hr., Roma Antică – d. 73 î.Hr., Vezuviu, Campania, Italia) a fost un pretor roman, cunoscut îndeosebi pentru acțiunile sale militare din timpul Răscoalei lui Spartacus.
A fost înfrânt și ucis de însuși Spartacus în bătălia pentru Vezuviu, la vest de Capua.
Așteptându-l pe gladiator să se retragă înspre el dinspre munți, acesta este surprins pe la spate cu 70 de sclavi, printre care Crixus, Gannicus, Oinameus și Spartacus. 
Glaber a intrat în istorie ca fiind primul din senatul roman ucis de un rebel/sclav.